# 奧瓦爾 (北卡羅萊納州)
奧瓦爾（英語：Oval）是位於美國北卡羅萊納州阿什縣的非建制地區。

## 歷史
奧瓦爾的郵局於1898年設立，其後於1953年停運。

## 地理
奧瓦爾所處的海拔為高於海平面948米（即3110英呎），而該地所採用的時區為UTC-5，即北美东部时区（EST）。同時該地設有夏令時間，為UTC-5調快一小時，即UTC-4（EDT）。